# Leptysmina gracilis
Leptysmina gracilis är en insektsart som beskrevs av Bruner, L. 1911. Leptysmina gracilis ingår i släktet Leptysmina och familjen gräshoppor. Inga underarter finns listade i Catalogue of Life.